# Yvonne Lévy-Engelmann
Pour les articles homonymes, voir Lévy et Engelmann.
Yvonne Brunette Lévy dite Yvonne Lévy-Engelmann, née le 17 juillet 1894 dans le 9e arrondissement de Paris et morte le 14 octobre 1955 dans le 13e arrondissement, est une artiste peintre, aquarelliste et miniaturiste française. Durant la Seconde Guerre mondiale, elle joue un rôle central dans l'établissement d'un centre de protection d'enfants juifs à Mercuès.

## Biographie

### Famille et formation
Yvonne Brunette Lévy est la fille de Jules Lévy (1853-1934), officier d'infanterie de marine d'origine alsacienne, et de Flore Engelmann (1858-1922),, fille d'un professeur de langues originaire de Bavière. Son père est proche de Joffre et de Gallieni, et enchante son enfance avec ses récits du Tonkin. Sa sœur Suzanne (1889-1953) est docteur en médecine et chirurgien des Hôpitaux de Paris,.
Elle devient élève de Marthe Bougleux, d'Ysabel Minoggio-Roussel, de Madame Lefèvre, d'Édouard Cuyer, d'Émile Renard et de Bernard, et elle expose de 1913 à 1955.

### Peintre mondaine et coloniale
Essentiellement miniaturiste et portraitiste, elle réalise de nombreux portraits de militaires et de notables. Elle peint également des fleurs. En 1913, elle est domiciliée au 66 rue Truffaut (17e) à Paris. En 1920, elle habite 124 rue de Tocqueville.
Sociétaire des artistes français en 1915, elle obtient une mention honorable au Salon de 1924, une médaille de bronze en 1927, le prix Maxime-David en 1929 et 1931, et une médaille d'argent au Salon en 1931. De 1929 à 1931, elle est vice-présidente du Syndicat des artistes femmes. En 1935, elle obtient le prix spécial de portrait de l'Union des femmes peintres et sculpteurs. En 1937, elle est médaille d'argent à l'Exposition Internationale.
Elle va se fasciner pour les colonies françaises, et surtout le monde antillais, où elle a l'occasion de voyager : « Avec Germaine Casse, les artistes parisiennes Yvonne Lévy-Engelmann, Suzanne Frémont, la sculptrice Anna Quinquaud, Germaine Foury et bien d’autres, consacrent une partie de leur production aux sujets antillais et en particulier le modèle féminin »,. Elle est proche avant-guerre de Gaston Monnerville, dont elle expose en 1947 un portrait, et du 14 décembre 1935 au 14 janvier 1936, elle participe à la croisière commémorant le rattachement des Antilles à la France, à bord du paquebot Colombie.

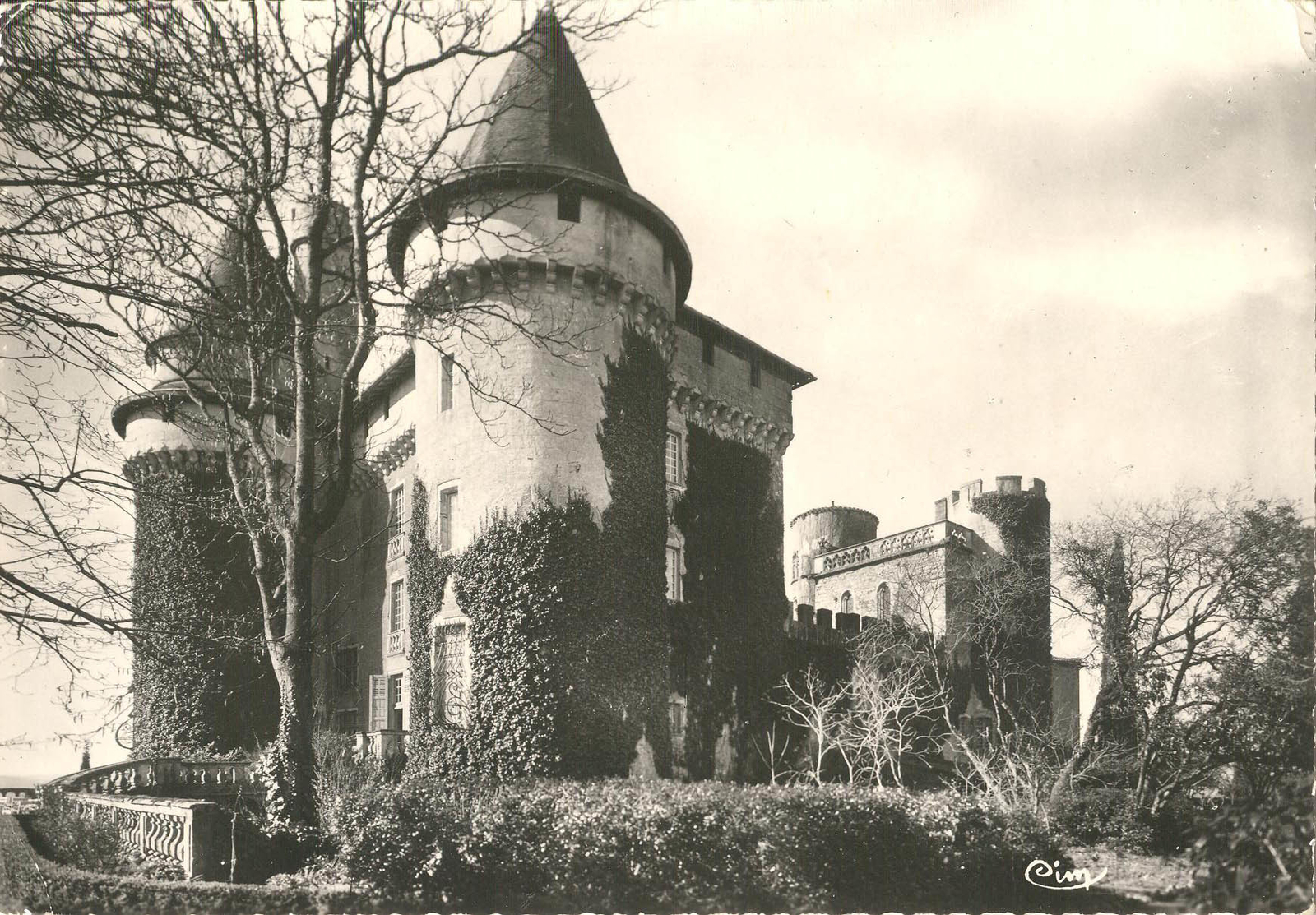
Le château de Mercuès vers 1950.

### Sauvetage d'enfants juifs dans le Lot
Yvonne Lévy-Engelmann joue un rôle décisif dans la protection d'enfants juifs durant l'Occupation. En 1939 et 1940, elle est d'abord secrétaire de l’Œuvre israélite des séjours à la campagne (OSC), la baronne Noémie de Rothschild en étant la fondatrice et la présidente. L'OSC gère une petite colonie d’enfants placés au centre de Louveciennes. Quand le directeur du centre est mobilisé en septembre 1939, Yvonne Lévy-Engelmann s'implique plus directement dans son fonctionnement. Dès le début de l'Occupation allemande à Paris, son appartement et ses biens sont saisis. Réfugiée en juin 1940 à Mercuès (Lot), elle contribue, toujours avec l'OSC, à l'hébergement d'enfants juifs fuyant la capitale, d'abord hébergés comme elle dans le château vétuste que prête le professeur Faure, dont sa soeur Suzanne avait été l'assistante. La « colonie » est ensuite déplacée à Douelle dans des locaux plus adaptés, et elle en négocie, au printemps 1942, le transfert vers Espère. Elle en est la gestionnaire et assure les relations avec les propriétaires et les autorités préfectorales, tout en habitant toujours le château de Mercuès. Mondaine mais femme libre et de caractère, elle outrepasse son rôle administratif pour assurer la vie quotidienne du centre, démarchant par exemple les fermes voisines pour fournir la cantine. Elle avance également des fonds à l'Œuvre. Elle joue un double-jeu vis-à-vis du régime de Vichy, installant son atelier au château et participant sous l'égide des autorités au Salon de la France d'Outre-mer dans le Lot,. Elle devient sociétaire des Artistes occitans.
Les enfants doivent quitter le centre fin 1943, le risque de rafle devenant trop important ; en septembre 1944, Yvonne Lévy-Engelmann est toujours domiciliée à Mercuès, selon la société des Artistes occitans. Elle revient à l'après-guerre exposer à Toulouse, ayant réintégré son logement rue de Tocqueville à Paris. Elle ne fait pas état de son action au service des enfants persécutés.
Elle est nommée Officier de l'Instruction publique en 1948 pour « services rendus aux arts ». La même année, elle est vice-présidente de l'association Les isolés coloniaux, dont son père fut le président fondateur. Elle obtient en 1950 une médaille d'or au Salon (miniature).
Elle meurt en 1955 à l'âge de 61 ans à l'Hôpital Broca. Célibataire, elle était domiciliée au 5, rue de Monbel dans le 17e arrondissement de Paris. Très peu de ses œuvres sont aujourd'hui répertoriées.

## Œuvres dans les collections publiques
- Angers, Préfecture de Maine-et-Loire : Pavots (aquarelle), 83 × 65 cm, 1926, acquis par l'État en 1927[26].
- Paris, Musée du Quai Branly - Jacques-Chirac : Portrait du Docteur Le Van Chinh (miniature sur ivoire), 23 × 13 × 1,6 cm, 1932, acquis initialement en 1937 par le Musée national des arts d'Afrique et d'Océanie[27].
- Paris, Fonds d'art contemporain : Roses (aquarelle sur papier), 57,5 × 37,8 cm, 1924, acquis par la ville de Paris en 1925[28].
- Perros-Guirec, Mairie : Bigouden (miniature, huile sur toile), 20 × 20 cm, s.d., acquis par l'État en 1930[29].

## Expositions

### Salon des artistes français
- 1913 : Portrait de Mlle D. C…, miniature (no 2603).

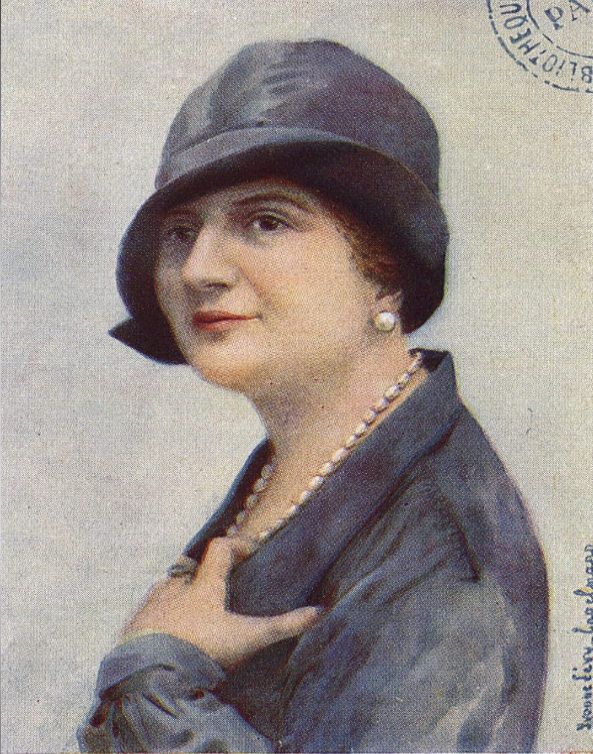
Autoportrait publié dans la revue Chanteclair en 1929. Bibliothèque d'Université Paris-Cité.

- 1914 : Portrait de M. le capitaine J. L…, miniature (no 2812).
- 1920 : Portrait du général Berdoulat, gouverneur militaire de Paris, miniature (no 2365) et Portrait de Mme la Maréchale Joffre, miniature (no 2366).
- 1921 : Portrait de mon père, miniature (no 2717) et Micheline, miniature (no 2718).
- 1922 : Avant le bal (Portrait de Mlle Y. L. E.)[n 8], miniature (no 2490) et Portrait du petit Bernard D., miniature (no 2491).
- 1923 : Portrait de Mlle le Docteur S. L.[n 9], miniature (no 2319) et Portrait du général P…, miniature (no 2320).
- 1924 : Jeune fille (portrait), miniature (no 2668), Portrait du général B., miniature (no 2669) et Fleurs, aquarelle (no 2670).
- 1925 : Portrait du général B. S., miniature (no 1360).
- 1926
- 1927 : Portrait de l'artiste, miniature (no 2526)[30] et Portrait du docteur D., miniature (no 2527).
- 1928 : Portrait de M. Louis-Lucien Klotz, sénateur de la Somme, miniature (no 2631) et Magali, miniature (no 2632).
- 1929 : Vieille paysanne, miniature (no 2962) et Le collier de jade, miniature (no 2963).
- 1930 : Portrait de M. le Maréchal Joffre, miniature (no 2741)[31] et Jeune fille bigouden, miniature (no 2742).
- 1931 : Portrait de M. Jean Chiappe, Préfet de Police, miniature (no 2928)[32] et Béatrice, miniature (no 2929 ; prix Maxime-David).
- 1932 : Portrait du docteur P. A., miniature (no 3067) et Portrait du docteur Le Van Chinh, miniature (no 3068)[n 10].
- 1933 : Portrait de M. le Professeur J.-L. F…, de l'Académie de Médecine, miniature (no 3262) et Portrait de M. Louis V…, miniature (no 3263).
- 1934 : Portrait du président Henry Paté, miniature (no 3045)[34] et Vénitienne, miniature (no 3046)[35].
- 1935 : Portrait de mon père[n 11], miniature (no 2850) et Antillaise, miniature (no 2851)[36].
- 1936 : Portrait de M. Émile C., miniature (no 2905) et Portrait de Mme la Comtesse de R., miniature (no 2906).
- 1937 : Portrait de M. E., miniature (no 1443).
- 1938 : Portrait de Gérard Henry, miniature (no 1854)[37] et Femme de Pont-l'Abbé, miniature (no 1855), et section coloniale du Salon (miniatures d'Haïti et du Tonkin)[38].
- 1939 : Portrait de M. Léon Laleau, ministre d'Haïti, miniature (no 1817), Portrait de Gisèle S. B…, miniature (no 1818) et Bretonne, miniature (no 1819).
- 1945 : Planche de miniatures sur ivoire : Portrait de M. A. D…, Portrait de M. Léon L…, Pêcheur martiniquais, Fillette guadeloupéenne, Annamite, Femme annamite (no 2122).
- 1946 : Portrait de M. Laleau, Représentant de la République d'Haïti à l'O.N.U., Ministre à Londres, miniature sur ivoire (no 138) ; Fillette de la Guyane, miniature sur ivoire (no 139) ; Madinina (enfant martiniquaise), miniature sur ivoire (no 140) ; Jeune femme de Ponta Delgada (San Miguel, Açores), miniature sur ivoire (no 742) ; Portrait de Marie-Paule B., miniature sur ivoire (no 743) ; Viviane, miniature sur ivoire (no 744).
- 1947 : Études d'enfants, miniature (no 812) ; La jeune rieuse, miniature (no 813) ; Profil brun, miniature (no 814) ; Portrait de M. G. Monnerville, président du Conseil de la République, miniature sur ivoire (no 2145) ; Jeune fille de Port-au-Prince (Haïti), miniature sur ivoire (no 2146) ; Doudou (Martinique), miniature sur ivoire (no 2147).
- 1948 : Femme du Matouba (Guadeloupe), miniature sur ivoire (no 168) ; Dondon  [sic] des Trois-Islets (Martinique), miniature sur ivoire (no 169) ; Femme de Saint-Claude, miniature sur velin (no 170) ; Portrait de M. Paul Bastid, miniature sur ivoire (no 720) ; Femme de Saint-Guénolé, miniature sur ivoire (no 721) ; L'aïeule, miniature sur ivoire (no 722).
- 1949 : Portrait du Docteur Suzanne L., miniature sur ivoire (no 841) ; Portrait du Docteur Charles G., miniature sur ivoire (no 842) ; La petite Kate O. B., miniature sur ivoire (no 843) ; Jeune fille de Port-au-Prince (Haïti), Annamite, Sud-Tunisienne, miniature sur ivoire (no 2208).
- 1950 : miniature (médaille d'or)[24].
- 1951
- 1952 : Portrait d'Arnaud des F., miniature sur ivoire (no 1160) ; Portrait de Mlle J. D., miniature sur ivoire (no 1161) ; Une vieille de chez nous, miniature sur ivoire (no 1162) ; Une planche de miniature sur ivoire : Doudou au collier - Grain d'or - La bonne pipe (Habitant de Ste-Marie, Martinique) - Jeune femme de St-Claude (Guadeloupe) (no 2639).
- 1953
- 1954
- 1955

### Salon de l'Union des femmes peintres et sculpteurs
- 1914 : Fleurs, Fruits (aquarelles); Piments et physalis et Bijoux (art décoratif); Vitrine : I. Portrait de Mlle D.A.C. - II. Étude d'après l'ancien (miniatures)[39].
- 1936 : (miniatures)[40].
- 1927 : (prix de miniature).
- 1928 : (fleurs)[41].
- 1931 : (fleurs)[42].
- 1932 : Portrait du maréchal Joffre et Portrait du docteur Le Van Chinh (miniatures), et aquarelles de fleurs et raisins[43].
- 1935 : (prix spécial de portrait).

### Salon d'hiver
- 1930 : Magali, étude miniature (no 1195), Dame du Moyen Âge, étude miniature (no 1196), Arabe, étude miniature (no 1197), Dahlias jaunes (no 1198), Dahlias et raisins (no 1199), Vulnéraires (no 1200), Petits paysages (no 1201) et Coin de parc (no 1202).
- 1932 : Vieille paysanne, miniature (no 992), Le collier de jade, miniature (no 993), Fleurs, miniature (no 994), Chrysanthèmes, aquarelle (no 995), Oranges et bananes, pastel (no 996) et Pommes, pastel (no 997)[44].
- 1933 : Boudoir de Marie-Antoinette, palais de Fontainebleau, aquarelle, (no 1065 bis 1), Anémones, aquarelle (no 1065 bis 2), Roses blanches, aquarelle (no 1065 bis 3), Primevères, aquarelle (no 1065 bis 4), Phlox, aquarelle (no 1065 bis 5) et Zinnias, miniature sur ivoire (vue 1065 bis 6).
- 1935 : Portrait du docteur Viau, miniature sur ivoire, Portrait du docteur Le Van Chinh, miniature sur ivoire, Vieil arabe, miniature sur ivoire, Fruits et fleurs, aquarelle, et Oranges, aquarelle[45].
- 1937 : Femme du Sud tunisien, miniature sur ivoire (no 934), Doudou, miniature sur ivoire (no 935), Bretonne de Pont-l'Abbé, miniature sur ivoire (no 936), Fleurs, miniature sur ivoire (no 937), Dahlias, aquarelle (no 938) et Roses, aquarelle (no 939).
- 1946 : Général B. à cheval, miniature sur ivoire (no 1431), Portrait de Léon Laleau, miniature sur ivoire (no 1432), Lady Liana C., miniature sur ivoire (no 1433), Jeune fille blonde, miniature sur ivoire (no 1434), Bretonne de Pont-l'Abbé, miniature sur ivoire (no 1435) et Fille au bouquet, miniature sur ivoire (no 1436).
- 1947 : Portrait de M. G. Monnerville, président du Conseil de la République, miniature sur ivoire (no 1303), Guyanaise, miniature sur ivoire (no 1304), Fruits, miniature sur ivoire (no 1305), Nature morte, miniature sur ivoire (no 1306) et Vieille paysanne, miniature sur ivoire (no 1307).

### Autres expositions à Paris
- 1922 : Exposition au Cercle du Lycéum, rue de Penthièvre du 2 au 19 mai.
- 1926, 1927 (Anémones, Roses et portraits miniatures), 1928, 1929 (miniatures dont Mon portrait[46]), 1930 (Dahlias et une planche de miniatures), 1932 (au Cercle de la librairie : Portrait du Maréchal Joffre, Portrait de M. Jean Chiappe, Kabyle (miniatures), Oranges et bananes (pastel), 1933, 1934 (miniatures), 1935 (Portrait de M. Gratien Candace, miniature) : Salon des Médecins[47],[48],[49],[50],[51],[52].
- 1927 : Salon des artistes coloniaux : Une Annamite (miniature)[53].
- 1929 : Salon des Artistes de Paris au château de Bagatelle.
- 1932 : Galerie Reutlinger : Portraits du maréchal Joffre et du docteur Le Van Chinh, et fleurs et raisins, aquarelle[15].
- 1932 : Société de la miniature à la Galerie Simonson : portraits des généraux Joffre, Berdoulat, Serrigny, Malleterre, du colonel Villière[54], etc.
- 1934 : 29e exposition du Syndicat des artistes femmes[55].
- 1935 : Exposition des peintres miniaturistes à la galerie Art, au 23 rue Drouot.
- 1935 et 1936 : Exposition de la Société nationale d'horticulture (fleurs)[56].
- 1935 et 1940 : Ier et IIe Salon de la France d'outre-mer au Grand Palais. En 1935, Portrait de M. Candace, miniature (no 165), Portrait du Dr Le Van Chinh, miniature (no 166), Annamite, miniature (no 167) et Antillaise, miniature (no 168)[57] ; en 1940, planche de miniatures sur ivoire (portraits de M. Candace, vice-président de la Chambre, de M. Delmont, ancien sous-secrétaire d'État aux Colonies. Homme au chapeau, Bakoné (Martinique). Jeune Guadeloupéenne. Doudou au foulard jaune. Doudou au foulard vert. Jeune femme annamite. Doî de Tinh-Co. Tonkinois. — no 294)[58].
- 1937 : Salon des Artistes français de la société coloniale au Musée de la France d'Outre-mer, avenue Daumesnil (Portrait du docteur Le Van Chinh, miniature, achat par l'État[27]).
- 1939 : 32e exposition de la Société de la miniature et de l'aquarelle, rue Drouot : Une martiniquaise en madras jaune[59].

### Expositions en province
- 1932, 1938, 1949 (miniatures et fleurs), 1951 (miniatures) et 1952 (miniatures) : Salon des Amis des Arts de Dijon[60],[61],[62].
- 1934 : Salon du Casino de Saint-Dié.
- 1934, 1935 et 1936 : Salon des amis des arts de Bordeaux (1934 : Portrait de Mr Jean Chiappe, Portrait du Dr S. L… et Portrait de mon père) et 1935 : miniatures et 1936 : portraits, fleurs, fruits, des études, une bretonne)[63].
- 1941 et 1942 : 1er (miniatures sur toile) et 2e (miniatures) Salon des arts en Quercy, Cahors[64].

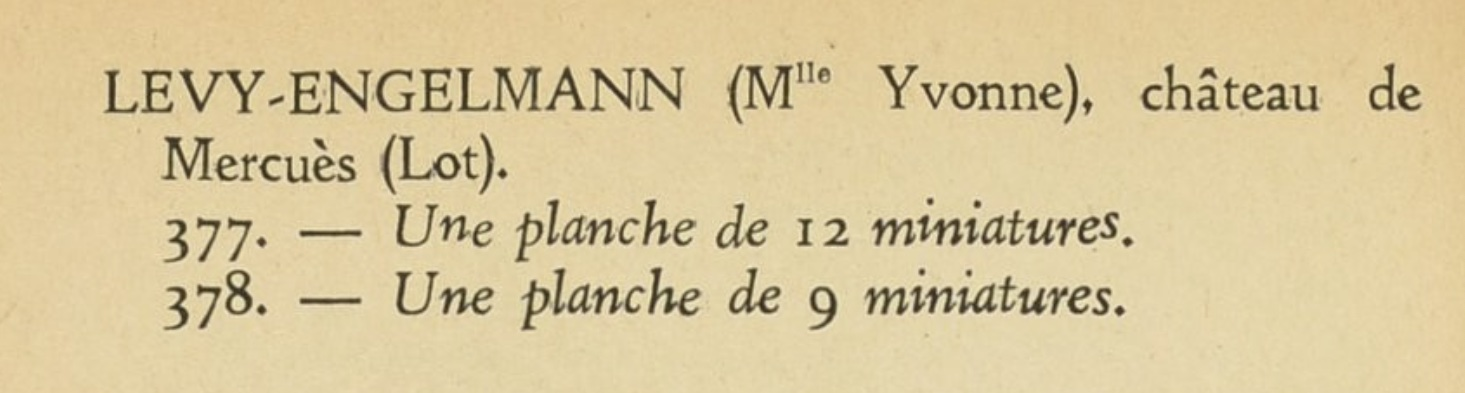
Extrait du catalogue du salon des artistes occitans mentionnant l'adresse d'Yvonne Lévy-Engelmann au château de Mercuès en 1942.

- 1942, 1943 et 1946 : Salon des artistes occitans, Toulouse. 1942 : Une planche de 12 miniatures et Une planche de 9 miniatures[7],[19] ; 1943 : Une planche de miniatures comprenant : Portrait de M. Laleau, portrait de M. Cotté, portrait de mon père, Diane (femme auburn), Magali, le Collier de jade, Femme annamite, Hélène A…, Jeune femme brune, Portraits miniatures sur ivoire et Le Château de Mercuès, tempera[7] ; 1946 : Jeune femme de Ponta Delgada (Açores), Jeune guyannaise, Portrait de Marie-Paule, Viviane et Portrait de Mr Cotte, miniatures sur ivoire[21].
- 1948 : Exposition coloniale de Lorient[65].
- 1951 : 35e Exposition des amis des arts de Dijon[61].

## Prix et récompenses
- 1924 : Mention honorable décernée en mai par le jury de peinture du Salon[66].
- 1927 : Prix de Miniature décerné par le jury du Salon de l'Union des femmes peintres et sculpteurs.
- 1927 : Médaille de bronze décernée en juin par le jury de peinture du Salon[67].
- 1929 : Prix Maxime-David décerné par l'Académie des beaux-arts à l'occasion du Salon[68].
- 1931 : Prix Maxime-David décerné par l'Académie des beaux-arts à l'occasion du Salon pour la miniature Béatrice (no 2929 du catalogue)[69].
- 1931 : Médaille d'argent (peinture) au Salon[70].
- 1935 : Prix spécial de portrait de l'Union des femmes peintres et sculpteurs[14].
- 1937 : Médaille d'argent à l'Exposition universelle.
- 1945 : Prix Robert-de-Rougé.
- 1950 : Médaille d'or (peinture) au Salon.

## Distinctions
- 1933 : Officier d'Académie (11 mars 1933)[71].
- 1948 : Officier de l'Instruction publique (2 février 1948)[22].

## Galerie

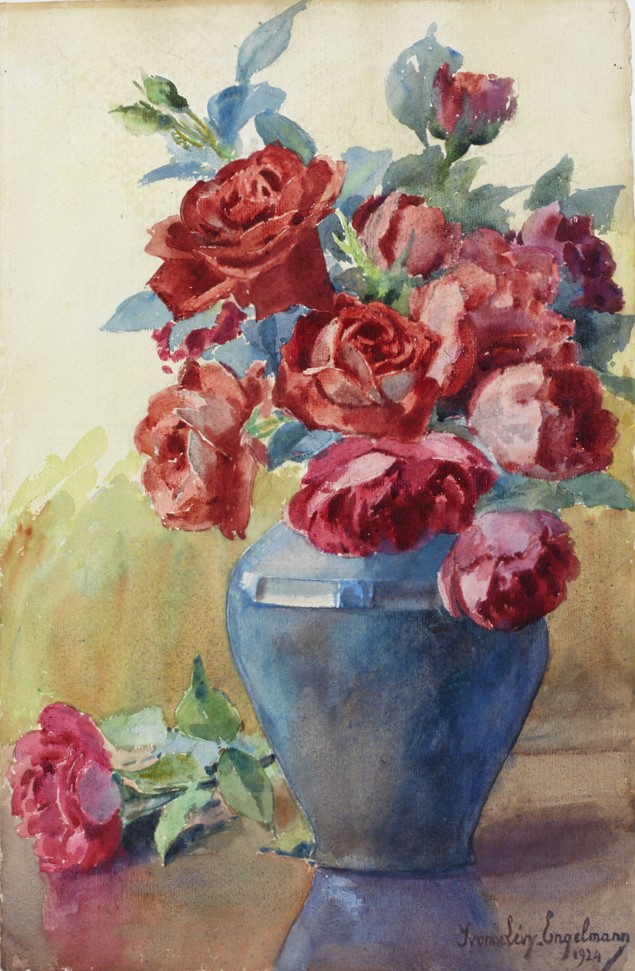
Roses, aquarelle sur papier, 1924. Fonds d'art contemporain - Paris Collections.
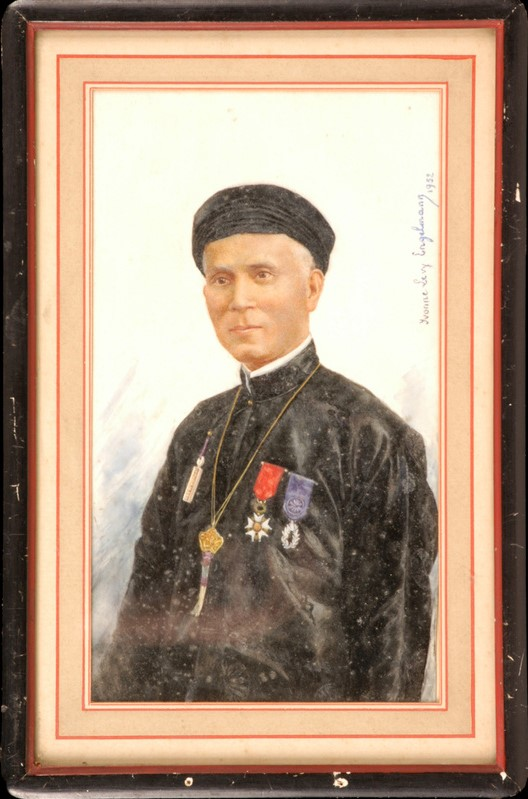
Portrait du Docteur Le Van Chinh, miniature sur ivoire, 1932. Musée du Quai Branly - Jacques-Chirac.
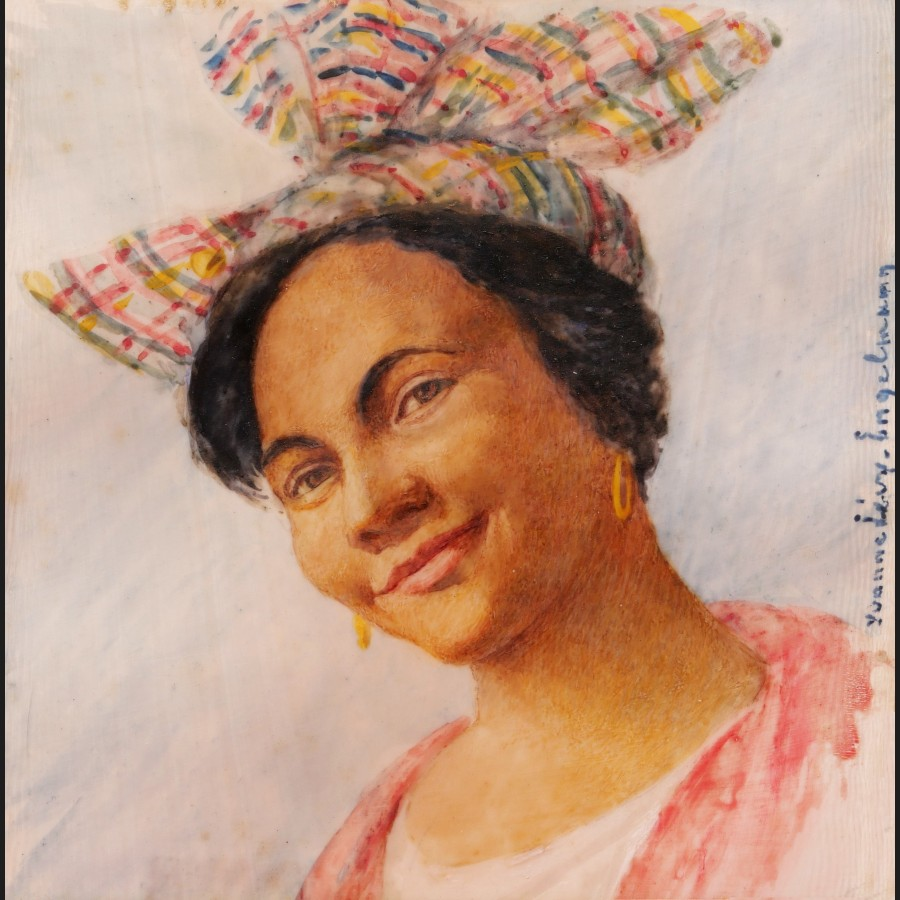
Doudou du Matouba (Guadeloupe), miniature sur ivoire, 1952. Collection privée.
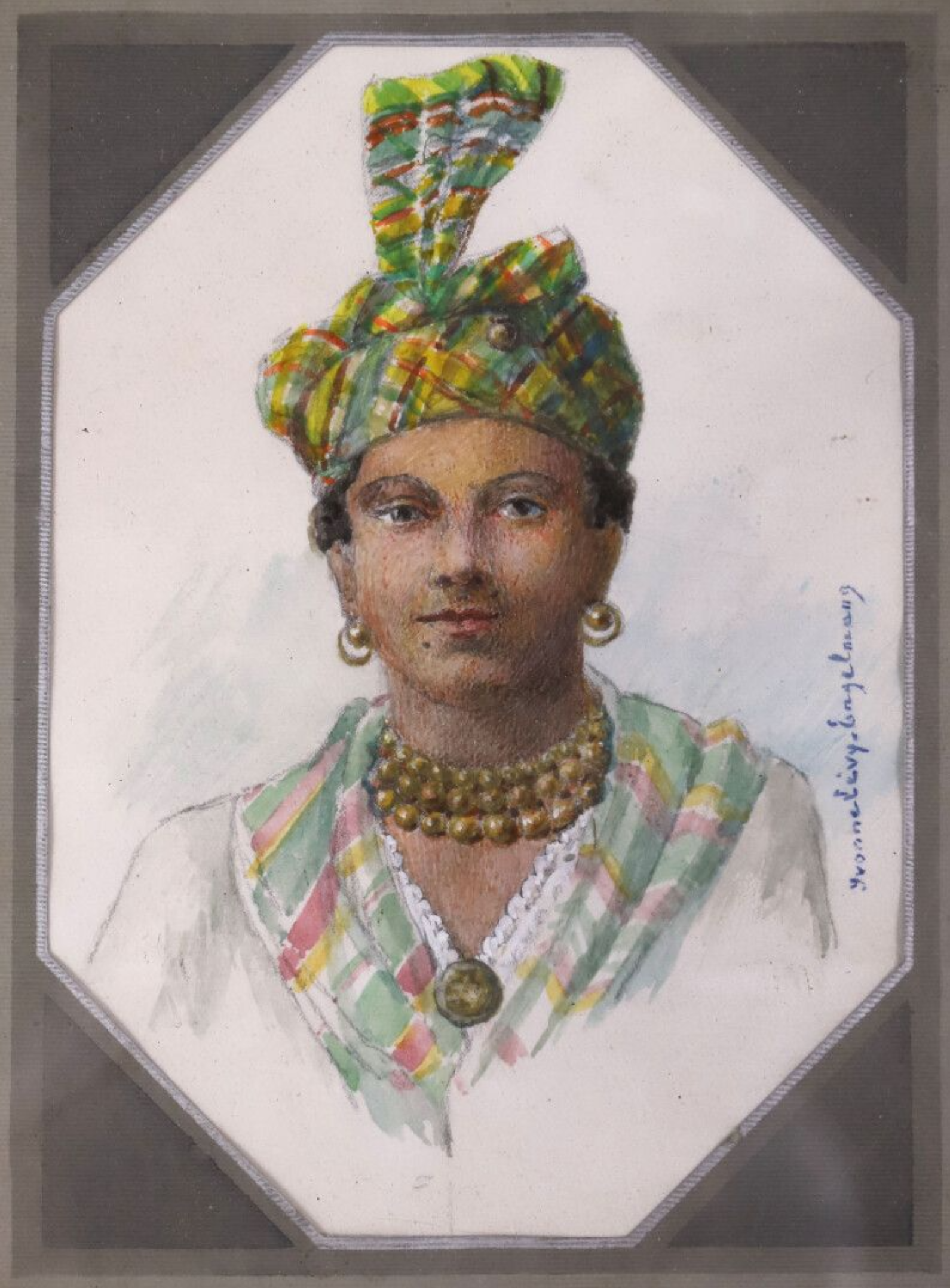
Femme de Saint-Claude, Guadeloupe, miniature sur vélin, vers 1948. Collection privée.